# Nudaurelia dione
Nudaurelia dione is een vlinder uit de familie nachtpauwogen (Saturniidae), onderfamilie Saturniinae.
De wetenschappelijke naam van de soort is, als Bombyx dione, voor het eerst geldig gepubliceerd door Fabricius in 1793.

## Andere combinaties
- Bombyx dione Fabricius, 1793
  - Imbrasia dione (Fabricius, 1793)